# Advantage Software Factory
Advantage Software Factory (ASF) este o companie românească de IT, specializată pe aplicații de colectare debite restante.
Compania a fost deschisă în anul 2001 de fondul de investiții spaniol GED Eastern Fund I și a fost cumpărată în 2007 de către Ștefan Păun, Marian Știrbescu și Ștefan Postelnicu, aceștia fiind în prezent (februarie 2010) manageri și acționari.
A fost înființată în anul 2001.
Cele mai multe venituri ale companiei provin din vânzările de soluții de colectare a datoriilor și din vânzările de soluții CRM (managementul relațiilor cu clienții).
ASF a dezvoltat patru linii de afaceri: sistemul de colectare Capone, suita de aplicații AnytimeCRM, software-ul de raportare NextReports și dezvoltarea de soluții la cererea clientului.
Număr de angajați în 2009: 50
Cifra de afaceri în 2009: 2 milioane euro